# Lozovac
Lozovac – wieś w Chorwacji, w żupanii szybenicko-knińskiej, w mieście Szybenik. W 2011 roku liczyła 368 mieszkańców.